# Nodocarpaea radicans
Nodocarpaea radicans är en måreväxtart som först beskrevs av August Heinrich Rudolf Grisebach, och fick sitt nu gällande namn av Asa Gray. Nodocarpaea radicans ingår i släktet Nodocarpaea och familjen måreväxter. Inga underarter finns listade i Catalogue of Life.